# Elección especial al Senado de los Estados Unidos en Oklahoma de 2022
La elección especial del Senado de los Estados Unidos de 2022 en Oklahoma se llevó a cabo el 8 de noviembre de 2022 para elegir a un miembro del Senado de los Estados Unidos por Oklahoma. La elección tendrá lugar al mismo tiempo que la elección programada regularmente para el otro escaño en el Senado.
Esta elección especial se llevará a cabo para completar los cuatro años restantes del quinto mandato del actual senador republicano Jim Inhofe. En febrero de 2022, Inhofe anunció que renunciaría temprano al final del 117. ° Congreso de los Estados Unidos el 3 de enero de 2023. Fue elegido por primera vez en las elecciones especiales de 1994 con el 55% de los votos, sucediendo al senador demócrata retirado David Boren. Inhofe ganó la reelección para un quinto mandato completo en 2020 con el 63 % de los votos.
La exrepresentante Kendra Horn aseguró la nominación demócrata, mientras que las elecciones primarias para la nominación del partido republicano se llevarán a cabo el 28 de junio de 2022. Las elecciones de segunda vuelta en las que ningún candidato recibe más del 50% de los votos están programadas para el 23 de agosto si es necesario. Todos los candidatos debían presentarse entre los días 13 y 15 de abril de 2022.